# Molekulska formula
Molekulska formula je kemijska formula koja naznačuje broj atoma različitih atomskih vrsta u molekuli. Sadrži znakove kemijskih elemenata i indeksne brojeve koji govore o broju atoma jedne vrste u molekuli,
prikazuje vrstu i broj atoma kemijskih elemenata u molekuli, pokazuje kvalitativni i kvantitativni sastav molekule.
Molekulska formula može ali i ne mora biti jednaka kao empirijska formula, računa se iz omjera atoma u molekuli (empirijska formula) i molekulske mase spoja.
| naziv spoja     | empirijska formula | molekulska formula | sažeta strukturna formula | strukturna formula |
| --------------- | ------------------ | ------------------ | ------------------------- | ------------------ |
| klorovodik      | HCl                | HCl                | HCl                       | HCl                |
| octena kiselina | CH2O               | C2H4O2             | CH3-CO-OH                 |                    |
| eten            | CH                 | C2H2               | HCΞCH                     | H-CΞC-H            |
| benzen          | CH                 | C6H6               |                           |                    |
| etanol          | C2H6O              | C2H6O              | CH3-CH2-OH                |                    |
| metoksimetan    | C2H6O              | C2H6O              | CH3-O-CH3                 |                    |